# شرکت ملی نفت عراق
شرکت ملی نفت عراق (به عربی: شرکة النفط الوطنیة العراقیة) که در مجامع بین‌المللی با عبارت INOC معرفی می‌شود، در سال ۱۹۶۴ تأسیس شد و پس از انقلاب ۱۷ ژوئیه ۱۹۶۸ شروع به فعالیت کرد.
این شرکت در دهه ۱۹۷۰ اقدام به انعقاد قرارداد با چند شرکت فرانسوی، برزیلی و هندی نمود که موظف به اکتشاف و توسعه میادین نفتی در عراق بودند. این شرکت تنها شرکت دولتی در زمینه صنعت نفت عراق به‌شمار می‌رود.
فروش نفت خام عراق در ماه مه ۲۰۱۱ معادل ۷ میلیارد و ۴۷۰ میلیون دلار برآورد شد.
شرکت نفت عراق، سال ۲۰۰۹ میلادی با برگزاری دو دور مناقصه، قراردادهای توسعه ۱۰ میدان نفتی خود را به شرکت‌های نفتی بین‌المللی واگذار کرد. این کشور با نهایی شدن قراردادها و اجرای پروژه‌های نفتی، در نظر دارد، تولید روزانه نفت خام خود را، از دو میلیون و ۵۰۰ هزار بشکه کنونی، به ۱۲ میلیون بشکه افزایش دهد. فروش نفت، حدود ۹۵% درصد کل درآمدهای عراق را تشکیل می‌دهد.